# Bain & Company
Bain & Company Inc. ist eine der weltweit größten Unternehmensberatungen, spezialisiert auf Strategieberatung mit Hauptsitz in Boston.

## Unternehmensprofil und Zusammenfassung
Bain & Company ist eine international agierende Strategieberatung mit rund 19.000 Mitarbeitern. Das Unternehmen unterhält 65 Büros in 40 Ländern und operiert industrie- und länderübergreifend. Sie berät bei Entscheidungen zu Strategie, Marketing, Organisation, Unternehmensrestrukturierung, Performance-Verbesserung, Ergebniserbringung, Informationstechnologie sowie M&A. Insbesondere im außerbörslichen Bereich des Finanzsektors („Private Equity“) hat Bain & Co. nach eigener Darstellung eine überragende Marktstellung.
Die Unternehmensberatung wurde 1973 von sieben Beschäftigten der Boston Consulting Group, darunter Bill Bain, gegründet. Erster Unternehmenssitz war Lexington in Massachusetts; Ende der 1970er Jahre wurde der Unternehmenshauptsitz nach Boston verlegt.
Das erste Büro in Deutschland wurde 1982 in München eröffnet, das heute Hauptsitz im deutschsprachigen Raum ist. Weitere Büros finden sich in Berlin, Düsseldorf, Frankfurt am Main, Wien und Zürich. Insgesamt beschäftigt Bain & Company im deutschsprachigen Raum rund 1.300 Mitarbeiter. Managing Partner in Deutschland und Österreich ist Walter Sinn, in der Schweiz Massimo Lusardi. Bei Bain & Company ist Orit Gadiesh Vorsitzende und Christophe De Vusser Worldwide Managing Partner.

## Ehemalige und aktuelle Mitarbeiter (Auswahl)
- Paul Achleitner – Aufsichtsratsvorsitzender der Deutschen Bank
- Bill Bain – Gründer von Bain & Company und Bain Capital
- Kenneth Chenault – CEO von American Express
- John Donahoe – Ehemaliger CEO von eBay und aktueller CEO von Nike
- Christian Illek – Personalvorstand der Telekom
- Mitt Romney – Ehemaliger Gouverneur von Massachusetts (2003–2007), Mitgründer von Bain Capital, und US-Präsidentschaftskandidat 2008, 2012.
- Theodor Weimer – CEO der Deutschen Börse und ehemaliges Vorstandsmitglied der UniCredit Gruppe
- Meg Whitman – Präsidentin und CEO von Hewlett-Packard, ehemalige Chief Executive Officer von eBay
- Bernd Venohr – Unternehmensberater und Wirtschaftsprofessor
- Eric Kriss – Mitbegründer von Bain Capital
- Stephen Pagliuca – MD of Bain Capital; Miteigentümer der Boston Celtics
- Joshua Bekenstein – MD of Bain Capital, Vorstandsmitglied Yale School of Management
- Gary Crittenden – Finanzvorstand der Citigroup, Monsanto und Sears; im Aufsichtsgremium von Staples und TJX Companies
- Pete Dawkins – Ehemaliger CEO von Primerica Financial Services, U.S. Army Brigadier General und Kandidat für den US-Senat
- Ian Meakins – CEO von Wolseley
- Kevin Rollins – Ehemaliger CEO von Dell Computer
- Greg Brenneman – Ehemaliger CEO von PwC Consulting, Quiznos und Burger King; im Aufsichtsgremium von The Home Depot und Automatic Data Processing
- Javed Ahmed – CEO von Tate & Lyle
- Vivek Paul – Partner bei Texas Pacific Group, ehemaliger CEO von Wipro
- Mark Pincus (Intern) – Gründer und CEO Zynga
- Anne Glover – Mitbegründer von Amadeus Capital Partners
- Steve Jurvetson – Partner von Draper Fisher Jurvetson
- Jane Mendillo – Präsident und CEO, Harvard Management Company
- Jonathan Kraft – Präsident der New England Patriots
- Andy Wasynczuk –  Ehemaliger COO und Senior Vice President der New England Patriots, Dozent an der Harvard Business School
- Jayne Hrdlicka –  CEO von Jetstar Airways
- Federico Marchetti – Gründer und CEO von YOOX Group
- Claudia Sender – CEO von Tam Airlines
- Robin Buchanan – Ehemaliger Dekan und Präsident der London Business School
- The Lord Feldman of Elstree – Vorsitzender der British Conservative Party
- Roger H. Brown – Präsident des Berklee College of Music
- Michael Kolowich – Gründer von ZDNet und AT&T neue Medien; Dokumentarfilmer
- Patrick Lencioni – Business-Autor
- Michael Murphy – Ehemaliger Olympia-Taucher
- Fred Reichheld – Business-Autor
- Suzy Welch – Ehemalige Herausgeberin des Harvard Business Review
- Patrick Manning – ehemaliger Olympia-Ruderer
- Brandon Beck – CEO und Co-Founder von Riot Games
- Valerie Hackl – Geschäftsführerin der Austro Control; ehemalige österreichische Bundesministerin für Verkehr, Innovation und Technologie

## Belege
1. ↑  Bain& Company. In: luenendonk.de. Abgerufen am 19. November 2024.
2. ↑  Lünendonk-Studie. Bain & Company Inc, abgerufen am 19. November 2024.
3. ↑  Private Equity. bain.com, abgerufen am 7. März 2014.
4. ↑  Lusardi wird neuer Schweiz-Chef von Bain. In: nzz.ch. NZZ, abgerufen am 31. Januar 2020.
5. ↑  Bain & Company: Christophe De Vusser takes office as Bain & Company’s Worldwide Managing Partner and CEO. Bain & Company Inc, abgerufen am 7. Juli 2024.